# Paruževac
Paruževac es una localidad de Croacia situada en el municipio de Dubrava, en el condado de Zagreb. Según el censo de 2021, tiene una población de 111 habitantes.